# Hermonassa siamensis
Hermonassa siamensis là một loài bướm đêm trong họ Noctuidae.